# فهرست برندگان مسابقه ۲۴ ساعته لمانز

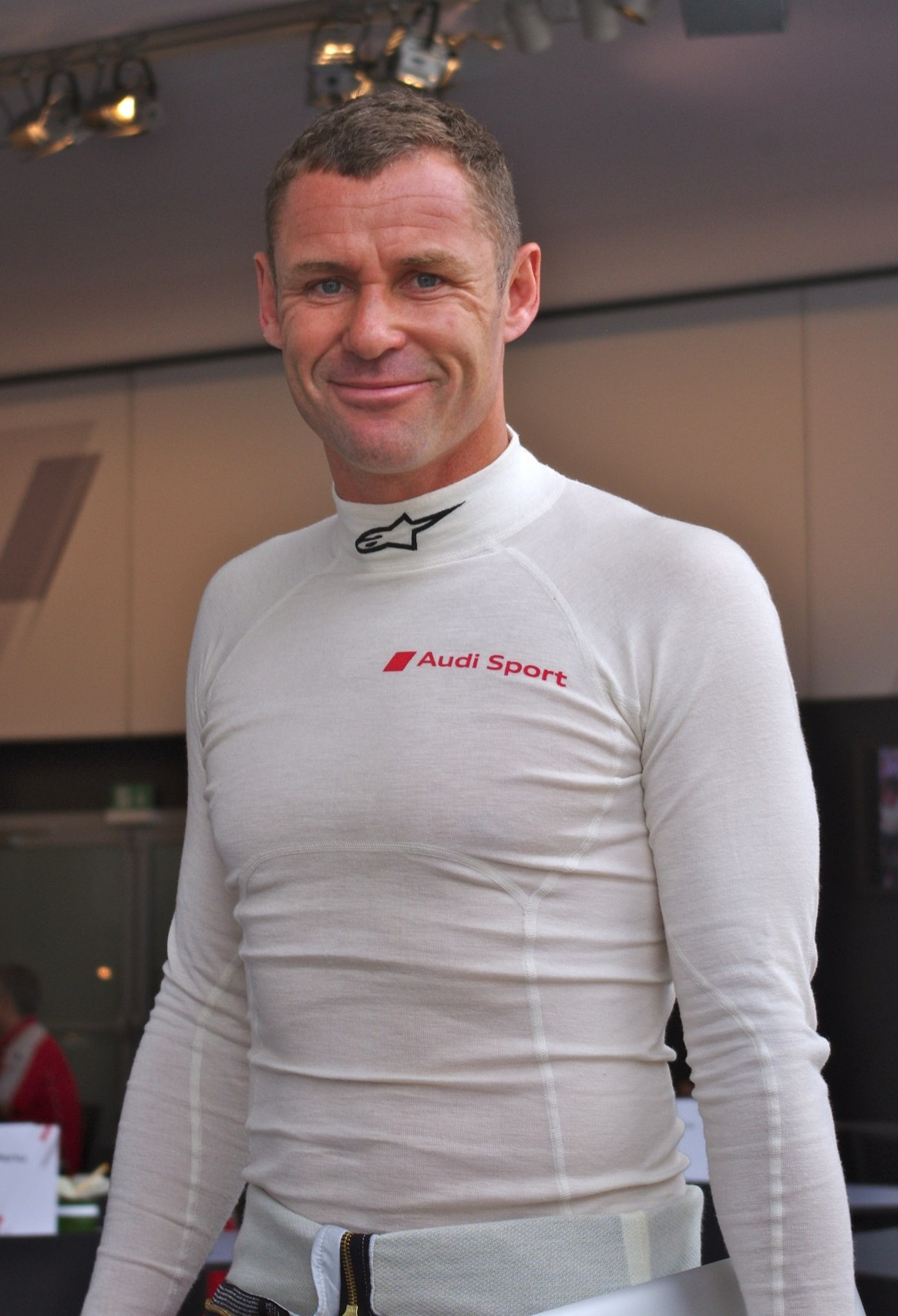
تام کریستنسن ۹ بار برنده مسابقات ۲۴ ساعته لمانز شده است، بیش از هر راننده دیگری.

مسابقه ۲۴ ساعت لومان (به فرانسوی: 24 Heures du Mans) یک مسابقه استقامتی اتومبیلرانی ۲۴ ساعته است که توسط باشگاه اتومبیل‌رانی غرب (ACO) در لا سارت در نزدیکی به شهر لومان، مرکز بخش سارت، فرانسه برگزار می‌شود.

این مسابقه اولین بار به عنوان جایزه بزرگ استقامتی در سال ۱۹۲۳ برگزار شد، پس از آن که چارلز فاروکس روزنامه‌نگار خودرو به ژرژ دوراند، دبیرکل ACO و صنعتگر امیل کوکیل، موافقت کردند که مسابقه ای را برای خودروسازان برای آزمایش دوام و تجهیزات خودرو برگزار کنند. 

تمام سازندگان برنده این مسابقه ۲۴ ساعته که سه بار متوالی برنده این مسابقه باشند، جام قهرمانی را برای همیشه حفظ می‌کنند. از سال ۱۹۹۱، به ابتکار شخصی به نام برنارد واراین، یک قالب از پاها، دست‌ها و امضای راننده برنده قبل از مسابقه سال بعد گرفته می‌شود و در یک پلاک برنزی به شکل چرخ ماشین قرار می‌گیرد که در سنگفرش منطقه سنت نیکلاس در لومان قرار می‌گیرد.

### بر اساس راننده

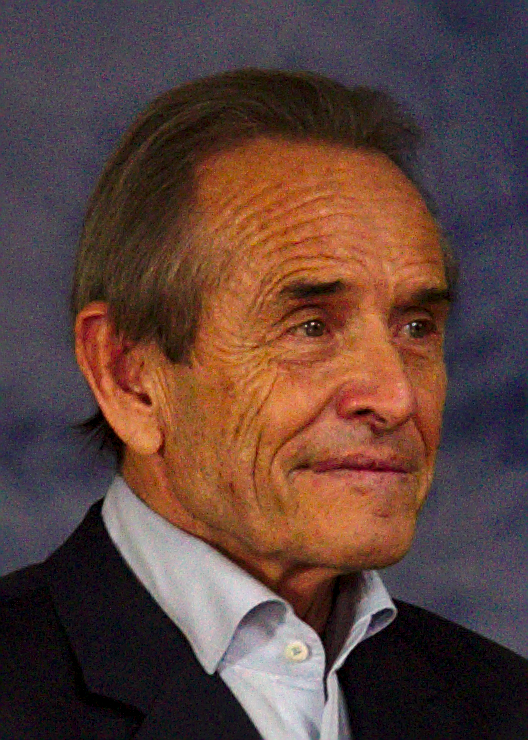
جکی ایکس نفر دوم بیشترین برد در این مسابقه با شش برد

## آمار کلی برندگان

### بر اساس ملیت
| ملیت                | بردها | رانندگان |
| ------------------- | ----- | -------- |
| بریتانیا            | ۴۵    | ۳۴       |
| فرانسه              | ۴۲    | ۲۸       |
| آلمان               | ۳۱    | ۱۸       |
| ایتالیا             | ۲۱    | ۱۴       |
| ایالات متحده آمریکا | ۱۹    | ۱۳       |
| بلژیک               | ۱۳    | ۵        |
| دانمارک             | ۱۱    | ۵        |
| سوئیس               | ۸     | ۳        |
| ژاپن                | ۷     | ۵        |
| نیوزیلند            | ۷     | ۴        |
| استرالیا            | ۴     | ۴        |
| اتریش               | ۴     | ۳        |
| اسپانیا             | ۴     | ۳        |
| هلند                | ۳     | ۲        |
| آرژانتین            | ۲     | ۲        |
| سوئد                | ۲     | ۲        |
| فنلاند              | ۲     | ۱        |
| کانادا              | ۱     | ۱        |
| مکزیک               | ۱     | ۱        |
| موناکو              | ۱     | ۱        |

### بر اساس سازندگان

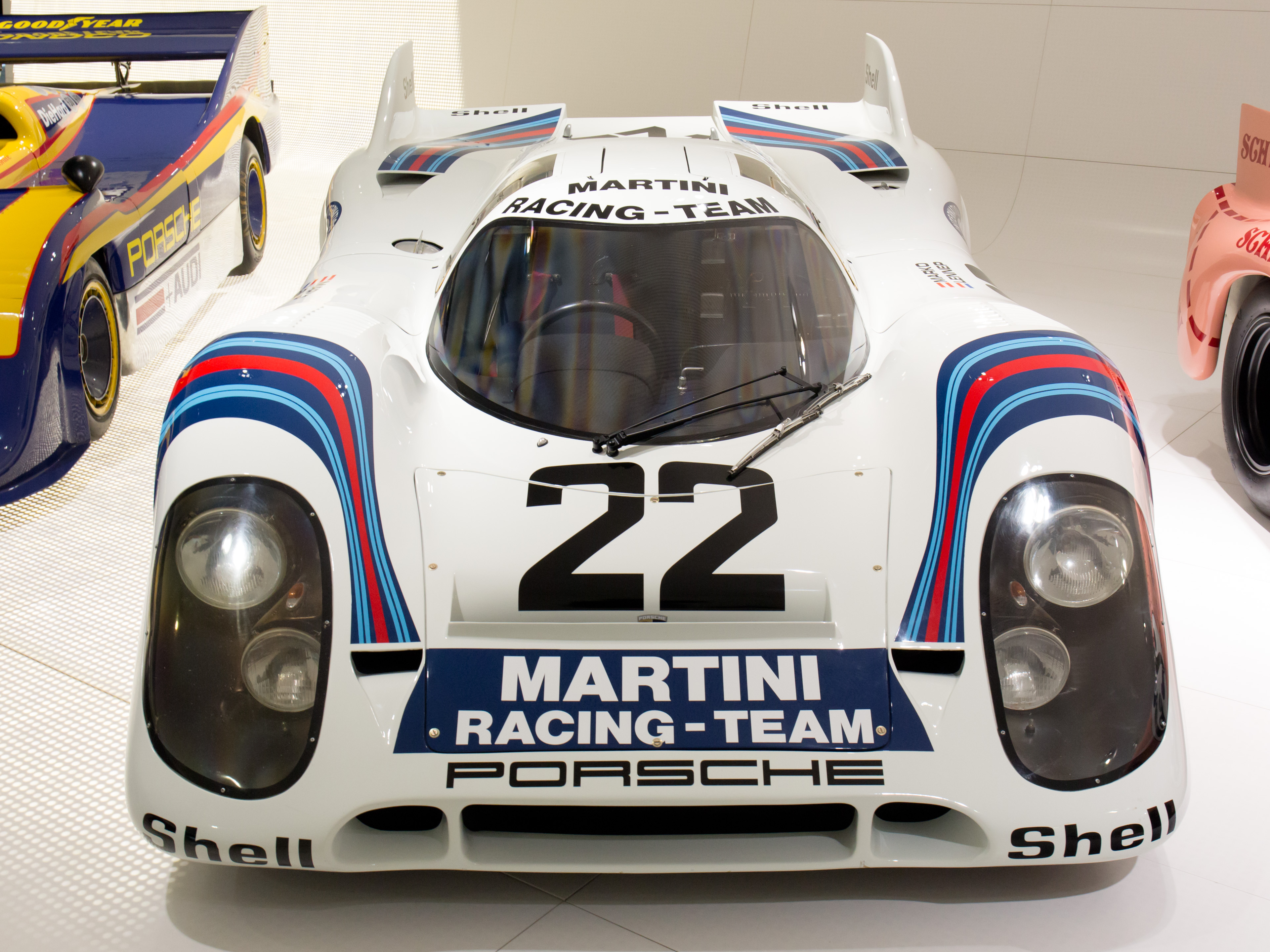
پورشه ۱۹ بار به عنوان سازنده در این مسابقه پیروز شده است، تصویر پورشه ۹۱۷کا

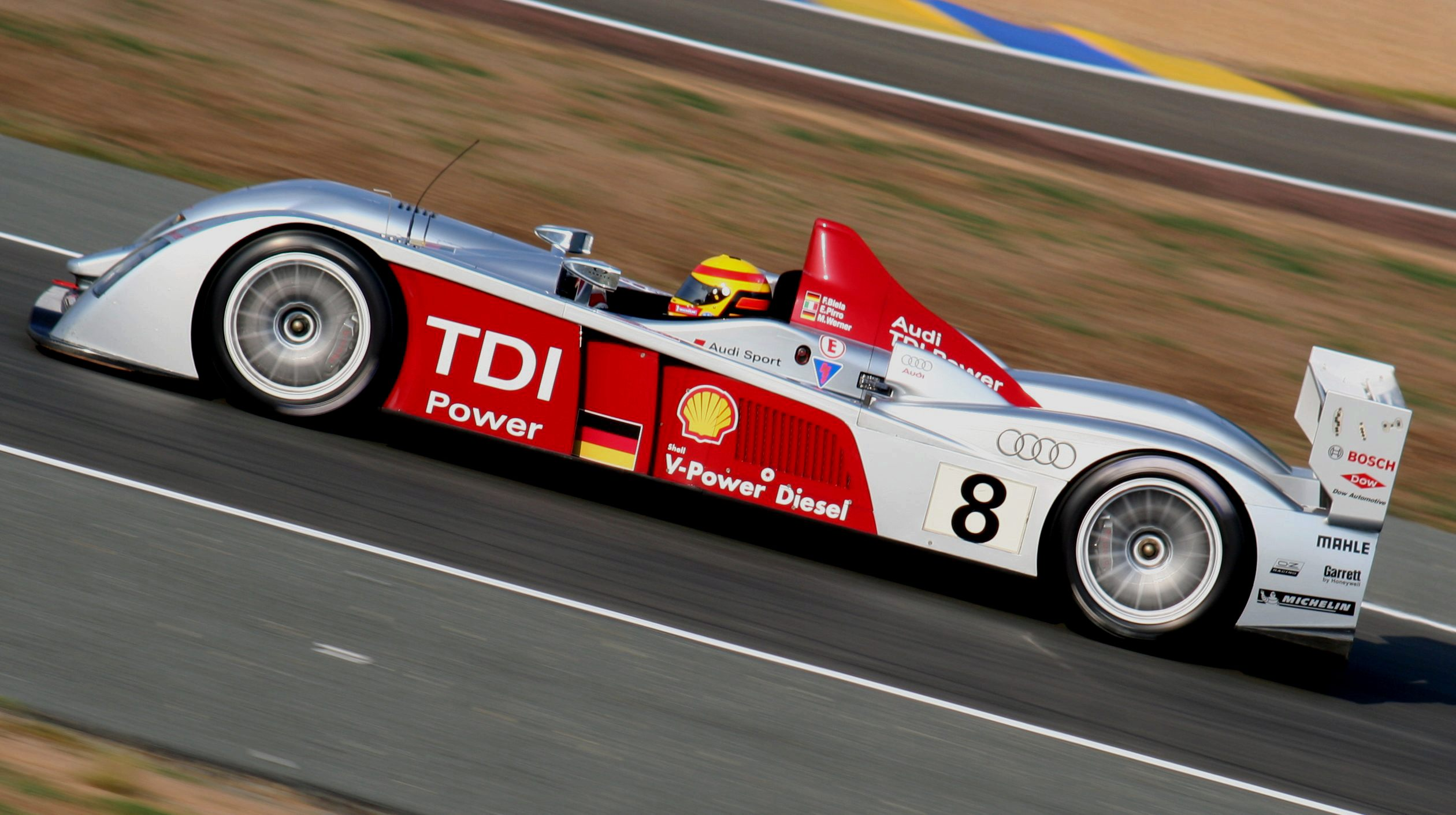
آئودی دیگر سازنده آلمانی نیز با ۱۳ پیروزی در رده دوم قرار دارد (تصویر آئودی آر۱۰)

| تیم                 | بردها | رانندگان |
| ------------------- | ----- | -------- |
| پورشه               | ۱۹    | ۳۶       |
| آئودی               | ۱۳    | ۱۵       |
| فراری               | ۱۱    | ۲۰       |
| جگوار               | ۷     | ۱۴       |
| بنتلی               | ۶     | ۱۱       |
| تویوتا              | ۵     | ۸        |
| آلفارومئو           | ۴     | ۶        |
| فورد                | ۴     | ۸        |
| ماترا-سیمکا         | ۳     | ۳        |
| پژو                 | ۳     | ۹        |
| لورن-دیتریش         | ۲     | ۲        |
| بوگاتی              | ۲     | ۳        |
| استون مارتین        | ۱     | ۲        |
| بی‌ام‌و               | ۱     | ۳        |
| Chenard & Walcker   | ۱     | ۲        |
| Delahaye            | ۱     | ۲        |
| Lagonda             | ۱     | ۲        |
| مزدا                | ۱     | ۳        |
| مک‌لارن              | ۱     | ۳        |
| مرسدس-بنز           | ۱     | ۲        |
| میراژ               | ۱     | ۲        |
| رنو-اتومبیلز آلپاین | ۱     | ۲        |
| Rondeau             | ۱     | ۲        |
| سائوبر موتوراسپورت  | ۱     | ۳        |
| Talbot-Lago         | ۱     | ۲        |

تا تاریخ ۱۶ June ۲۰۲۴

### بر اساس تیم
| تیم                               | بردها | رانندگان |
| --------------------------------- | ----- | -------- |
| جوئست ریسینگ                      | ۱۵    | ۲۲       |
| پورشه                             | ۱۲    | ۲۱       |
| فراری                             | ۷     | ۹        |
| جگوار                             | ۵     | ۱۲       |
| بنتلی                             | ۵     | ۹        |
| تویوتا گازو ریسینگ اروپا          | ۵     | ۸        |
| پژو اسپورت                        | ۳     | ۹        |
| مارتینی ریسینگ                    | ۳     | ۵        |
| ماترا اسپورت                      | ۳     | ۳        |
| ای‌اف کورسا                        | ۲     | ۶        |
| شلبی امریکن                       | ۲     | ۴        |
| جان وایر                          | ۲     | ۴        |
| Ecurie Ecosse                     | ۲     | ۳        |
| Raymond Sommer                    | ۲     | ۳        |
| لورن-دیتریش                       | ۲     | ۳        |
| چمپین ریسینگ                      | ۱     | ۳        |
| لانزانت لیمیتد                    | ۱     | ۳        |
| نورت امریکن ریسینگ تیم            | ۱     | ۳        |
| بی‌ام‌و موتوراسپورت                 | ۱     | ۳        |
| Team Goh                          | ۱     | ۳        |
| سائوبر موتوراسپورت                | ۱     | ۳        |
| پورشه کرمر ریسینگ                 | ۱     | ۲        |
| آلپین رنو                         | ۱     | ۲        |
| Chenard & Walcker SA              | ۱     | ۲        |
| دایملر-بنز                        | ۱     | ۲        |
| David Brown Racing Dept.          | ۱     | ۲        |
| Duff & Aldington                  | ۱     | ۲        |
| Earl Howe                         | ۱     | ۲        |
| Eugène Chaboud et Jean Trémoulet  | ۱     | ۲        |
| Fox & Nichol                      | ۱     | ۲        |
| Gulf Research Racing Co.          | ۱     | ۲        |
| Jean Rondeau                      | ۱     | ۲        |
| Jean-Pierre Wimille               | ۱     | ۲        |
| Lord Selsdon                      | ۱     | ۲        |
| Louis Rosier                      | ۱     | ۲        |
| Luigi Chinetti/Philippe Étancelin | ۱     | ۲        |
| Mazdaspeed Co. Ltd                | ۱     | ۲        |
| Peter Walker                      | ۱     | ۲        |
| Porsche KG Salzburg               | ۱     | ۲        |
| Roger Labric                      | ۱     | ۲        |